# Chmiňany
Chmiňany (em húngaro: Monyhád) é um município da Eslováquia, situado no distrito de Prešov, na região de Prešov. Tem 7,53 km² de área e sua população em 2018 foi estimada em 979 habitantes.

## Demografia
| Ano:        | 1994 | 2004    | 2014    | 2024    |
| ----------- | ---- | ------- | ------- | ------- |
| Broj ljudi: | 624  | 783     | 927     | 1069    |
| Razlika:    |      | +25,48% | +18,39% | +15,31% |

| Ano:               | 2023 | 2024   |
| ------------------ | ---- | ------ |
| Número de pessoas: | 1058 | 1069   |
| Diferença:         |      | +1,03% |